# Fincastle (Virgínia)
Fincastle és una població dels Estats Units a l'estat de Virgínia. Segons el cens del 2000 tenia 359 habitants.

## Demografia
Segons el cens del 2000, Fincastle tenia 359 habitants, 129 habitatges, i 83 famílies. La densitat de població era de 577,5 habitants per km².
Dels 129 habitatges en un 27,1% hi vivien nens de menys de 18 anys, en un 51,9% hi vivien parelles casades, en un 10,1% dones solteres, i en un 34,9% no eren unitats familiars. En el 32,6% dels habitatges hi vivien persones soles el 13,2% de les quals corresponia a persones de 65 anys o més que vivien soles. El nombre mitjà de persones vivint en cada habitatge era de 2,39 i el nombre mitjà de persones que vivien en cada família era de 3,04.
Per edats la població es repartia de la següent manera: un 19,8% tenia menys de 18 anys, un 11,1% entre 18 i 24, un 32,3% entre 25 i 44, un 24,2% de 45 a 60 i un 12,5% 65 anys o més.
L'edat mediana era de 39 anys. Per cada 100 dones de 18 o més anys hi havia 126,8 homes.
La renda mediana per habitatge era de 33.438 $ i la renda mediana per família de 54.688 $. Els homes tenien una renda mediana de 32.500 $ mentre que les dones 21.563 $. La renda per capita de la població era de 19.954 $. Cap de les famílies i el 2,3% de la població estaven per davall del llindar de pobresa.

## Poblacions més properes
El següent diagrama mostra les poblacions més properes.